# Западный автомобильный клуб
Западный автомобильный клуб (фр. Automobile Club de l'Ouest, ACO) является самым большим автомобильным клубом во Франции. Основан в 1906 строителями автомобилей и гонщиками-энтузиастами. Наибольшую известность получил как организатор ежегодной гонки 24 часа Ле-Мана.
ACO также лоббирует от имени французских водителей такие вопросы как строительство, обслуживание и ремонт дорог, аттестация автошкол и безопасность дорог, внедрение инновационных технологий при строительстве автомобилей. Клуб также обеспечивает дорожный сервис для своих членов.
Штаб-квартира расположена в городе Ле-Ман, возле трассы Сарте.

## История
История ACO начинается с Автомобильного Клуба Сартэ (Automobile Club de la Sarthe), предка сегодняшнего ACO, который был основан в городе Ле-Ман. В 1906 та группа с помощью Автомобильного Клуба Франции (Automobile Club de France) организовал гонку на местных дорогах общего пользования, которые в конечном счёте развились во французское Гран-при.
После Первой мировой войны ACO обращает своё внимание к конструированию более короткой трассы (также на дорогах общего пользования), и главный секретарь организации Джорджес Деранд вместе с редактором журнала Чарльзом Фаруксом и изготовителем шин Эмилем Кокуиллом придумали идею 24-часовой гонки. Первый Ле-Ман был проведён в 1923.

## Президенты
Президентами Западного Автоспортивного Клуба Франции в разное время работали:
1. Адольф Сенге (Adolphe Singher) (1906—1910)
2. Гюстав Сенге (Gustave Singher) (1910—1947)
3. Поль Жамен (Paul Jamin) (1947—1951)
4. Жан-Мари Лельевр (Jean-Marie Lelievre) (1951—1973)
5. Раймон Гулуме (Raymond Gouloumes) (1973—1992)
6. Мишель Коссон (Michel Cosson) (1992—2003)
7. Жан-Клод Плассар (Jean-Claude Plassart) (2003—2012)
8. Пьер Фийон (Pierre Fillon) (2012—н. в.)

## Гонки
ACO как организатор отвечает за проведение гоночных серий, особенно серий спорткаров. ACO управлял или поддерживал следующие гонки или гоночные серии:
- Чемпионат мира по автогонкам на выносливость
- 24 часа Ле-Мана
- 24 часа Ле-Мана Мото
- Ле-Ман классик
- Мото Гран-при Франции
- 1000 км Ле-Мана
- Американская серия Ле-Ман
- Европейская серия Ле-Ман
- Серия Ле-Ман (бывшая Le Mans Endurance Series)
- Азиатская серия Ле-Ман